# 畜産学部
畜産学部（ちくさんがくぶ）は、大学の学部の一つ。
畜産学科として農学部等の一学科として設置している大学や畜産学科を設置している専門学校もある。

## 概要
獣医学、畜産学及び農業諸科学の教育・研究を行う学部で、附属施設として農場や附属動物病院を持っている。
学科組織の場合、獣医学の研究は行われない。
近年では、畜産学の発展の方向性の一つとして「環境と調和した持続可能な食料生産及び生物資源の活用」を指向する流れもあり、生物生産学部を置く広島大学が例に挙げられる。

## 畜産学部がある日本の大学
- 帯広畜産大学

日本獣医生命科学大学は、従来の畜産学部を応用生命科学部に名称変更。

## 畜産学科もしくは類する学科を設置している大学
- 北海道大学農学部（畜産科学科）
- 酪農学園大学農食環境学群（循環農学類 畜産学コース）
- 弘前大学農学生命科学部（食料資源学科 食品科学コース 畜産物利用学分野）
- 岩手大学農学部 （動物科学科 家畜繁殖学分野／家畜生産生理学分野／家畜飼養学分野）
- 福島大学農学群（食農学類 農業生産学コース 畜産学・草地学・飼料学分野）
- 茨城大学農学部（食生命科学科 畜産物科学分野）
- 宇都宮大学農学部（生物資源科学科 家畜繁殖生理学分野）
- 千葉科学大学 危機管理学部（動物危機管理学科 畜産学コース）
- 東京農業大学農学部
- 静岡県立農林環境専門職大学生産環境経営学部（生産環境経営学科 畜産コース）
- 三重大学生物資源学部（資源循環学科 農林生物学教育コース 農業生物学講座 動物生産学分野）
- 島根大学生物資源科学部（農林生産学科 資源作物・畜産学コース）
- 高知大学農林海洋科学部（物部キャンパス）農林資源環境科学科 暖地農学領域家畜繁殖学、家畜飼養学分野）
- 宮崎大学農学部（畜産草地学科）
- 鹿児島大学農学部（農業生産科学科 畜産科学コース）
- 琉球大学農学部（亜熱帯地域農学科 循環畜産学コース）

## 畜産学科・畜産コースのある農業者研修教育施設
- 北海道立農業大学校（畜産経営学科）
- 岩手県立農業大学校
- 宮城県農業実践大学校（2008年7月14日より専修学校）
- 山形県立農業大学校（畜産経営学科）
- 栃木県農業大学校（総合農学科畜産コース）
- 岐阜県農業大学校